# Kopalnia im. Karola Marksa w Jenakijewem
Kopalnia im. Karola Marksa w Jenakijewem – kopalnia węgla kamiennego znajdująca się w Jenakijewem w Donieckim Zagłębiu Węglowym na Ukrainie. Została zbudowana w 1902 roku, zniszczona w czasie II wojny światowej i odbudowana w roku 1948. Wchodzi w skład zjednoczenia węglowego WO Ordżonikidzewuhillja.
Największa głębokość kopalni to 1000 m. Obecnie eksploatuje się 22 pokłady węgla o miąższości od 0,5 m do 2,3 m. Kąt zapadania warstw wynosi 64–70 stopni. W kopalni występuje duże zagrożenie wybuchami metanu i pyłu węglowego.
8 czerwca 2008 w kopalni miał miejsce wybuch metanu, w wyniku którego zginęło 14 górników.